# ديردري فلينت
ديردري فلينت (بالإنجليزية: Deirdre Flint)‏ هي مغنية وصحفية وكاتبة غنائية أمريكية، ولدت في 1967.

## وصلات خارجية
- الموقع الرسمي
- ديردري فلينت على موقع ميوزك برينز (الإنجليزية)